# Veljko Mijušković
Veljko M. Mijušković (Titovo Užice, 3. maj 1985) srpski je ekonomista, univerzitetski nastavnik, poslovni konsultant, pisac i publicista. Radi na Ekonomskom fakultetu Univerziteta u Beogradu.

## Biografija
Rođen je 3. maja 1985. godine u Užicu. Potiče iz stare i ugledne trgovačke porodice Mijušković. U rodnom gradu je završio osnovnu školu i društveno-jezički smer Užičke gimnazije, kao nosilac Vukove diplome. Na Ekonomskom fakultetu Univerziteta u Beogradu diplomirao je 2009. godine, master studije završio 2010. godine, a doktorirao 2017. godine. U periodu od 2007. do 2009. godine, u dva mandata, obavljao je funkciju studenta prodekana na matičnom fakultetu. Na Ekonomskom fakultetu Univerziteta u Beogradu zaposlen je od 2010. godine.
Na osnovnim studijama predaje sledeće discipline: Marketing logistiku, Ekonomiku saobraćaja i Organization Theory: an Interdisciplinary Approach. Na master akademskim studijama predaje sledeće discipline: Međunarodnu logistiku, Saobraćajnu politiku i razvoj. Na doktorskim akademskim studijama predaje Menadžment snabdevanja i logistike. Oblasti profesionalnog interesovanja vezuju se za specifične teme u okviru menadžmenta logistike i lanca snabdevanja (povratna logistika, zeleni lanac snabdevanja, City logistika, humanitarna logistika, logistika 4.0), kao i izučavanje stranih jezika i prevođenje u funkciji ekonomske struke.
Angažovan je kao recenzent u postupku akreditacije visokoškolskih ustanova u Republici Srbiji delegiran od strane Nacionalnog akreditacionog tela Republike Srbije (NAT), u Republici Crnoj Gori delegiran od strane Agencije za kontrolu i obezbjeđenje kvaliteta visokog obrazovanja (AKOKVO) i u Republici Srpskoj delegiran od strane Agencije za visoko obrazovanje Republike Srpske (AVORS). Aktivan je konsultant u oblasti poslovne ekonomije, sa značajnim iskustvom u istraživanju tržišta, benčmarking analizi, izradi poslovnih planova, unapređenju poslovnih strategija, oceni investicionih studija, upravljanju komunikacijama, realizaciji programa edukacije i stručnih kurseva.
Objavio je više desetina naučnih radova na konferencijama u zemlji i inostranstvu, u renomiranim domaćim i međunarodnim naučnim časopisima, poglavlja u monografijama, 3 monografije, 3 univerzitetska udžbenika i 1 srednjoškolski udžbenik.
Mijušković je deo redakcija naučnih časopisa: SocioEconomic Challenges (SeC) Архивирано на веб-сајту  (25. април 2019), Poslovna izvrsnost - Business excellence, Journal of Business Paradigms, Ekonomika preduzeća, Ekonomski signali Архивирано на веб-сајту  (10. јул 2023).
Član je više nacionalnih i međunarodnih organizacija: Naučno društvo ekonomista Srbije, NDES, Socijalno-ekonomski forum Evropskog pokreta u Srbiji, Srpsko udruženje za marketing SeMA, Naučni komitet organizacije - Eurasia Business and Economics Society EBES i Entrepreneurship research and education network of Central European universities ERENET.

## Nagrade i priznanja
- Godišnja nagrada za ostvarene rezultate za izvrsnost u naučno-istraživačkom radu Ekonomskog fakulteta Univerziteta u Beogradu, mart 2020. godine i mart 2025. godine.
- Nagrada za najbolji koautorski rad pod nazivom Practical responses of transport management to Covid-19 pandemic within the European Union prezentovan na XIII Međunarodnoj konferenciji Trade Perspectives 2022: Commodity prices and the global economy, 2022. godine.
- Nagrada Univerzitetske zadužbine Veselina Lučića za najbolje naučno ostvarenje nastavnika Univerziteta u Beogradu za monografiju Upravljanje zelenim lancem snabdevanja i povratnom logistikom, 2020. godine.
- Stipendija ERASMUS+ programa za međunarodnu mobilnost nastavnika, 2018, 2019, 2020, 2021, 2022, 2023. i 2025. godine.
- Stipendija CEEPUS programa za međunarodnu mobilnost nastavnika, 2018, 2019, 2020, 2021, 2022, 2023, 2024. i 2025. godine.
- Nagrada Grada Užica za izuzetne rezultate u oblasti nauke i obrazovanja 2019. godine.
- Stipendija Sasakawa Tokio fonda u Srbiji, 2013/14. godine.
- Nagrada Privredne komore Beograda za najbolji master rad 2012. godine.
- Nagrada Kancelarije predsednika republike, program: 1000 mladih lidera, 2009. godine.
- Nagrada Ekonomskog fakulteta Univerziteta u Beogradu za najboljeg studenta IV godine smera marketing, 2008. godine.

## Dela
Odabrane knjige
- „Upravljanje nabavkom: planiranje i realizacija fizičkih tokova snabdevanja”. Centar za izdavačku delatnost Ekonomskog fakulteta Univerziteta u Beogradu, Beograd, 2020.[1]
- „Međunarodna logistika” zajedno sa Slobodanom Aćimovićem, Centar za izdavačku delatnost Ekonomskog fakulteta Univerziteta u Beogradu, Beograd, 2020.[2]
- „Upravljanje zelenim lancem snabdevanja i povratnom logistikom”. Centar za izdavačku delatnost Ekonomskog fakulteta Univerziteta u Beogradu, Beograd, 2019.[3]
- „Ekonomija saobraćaja”, treće i četvrto izmenjeno i dopunjeno izdanje zajedno sa Vladanom Božićem i Slobodanom Aćimovićem. Centar za izdavačku delatnost Ekonomskog fakulteta Univerziteta u Beogradu, Beograd, 2017[4], 2020.[5]
- „Nabavka i fizička distribucija” zajedno sa Slobodanom Aćimovićem. Zavod za udžbenike, Beograd, 2015.[6]

### Romani
- „Pre nego đavo dođe po svoje”,[7] Službeni glasnik, Beograd, 2022.
- „Seme ti se zatrlo”[8], prvo izd., Čigoja štampa, Beograd, 2024, ISBN 978-86-531-1003-1, COBISS.SR-ID 153891337

### Kuvari
- Mijušković, V. (2024). Mijus.co ukusi- slasna avantura kroz 4 godišnja doba. Čigoja štampa, Beograd, ISBN: 978-86-531-0933-2, COBISS.SR-ID 133918729, 215. strana.[9]

## Spoljašnje veze
- Veljko M. Mijušković - Ekonomski fakultet Univerziteta u Beogradu
- Sasakawa fondacija
- Linkedin profil
- Google scholar profil
- Research gate profil